# Samir Gbetkom
Samir Gbetkom Bikantchou (Douala, 24 marzo 1998) è un cestista camerunese.

## Carriera
Con il Camerun ha disputato i Campionati africani del 2021.